# Nucula sulcata
Nucula sulcata är en musselart som beskrevs av Heinrich Georg Bronn 1831. Nucula sulcata ingår i släktet Nucula och familjen nötmusslor. Arten är reproducerande i Sverige. Inga underarter finns listade i Catalogue of Life.